# 布力般淺灘之役
布力般淺灘之役（英語：Battle of Blackburn's Ford）於1861年7月18日發生，屬南北戰爭馬納薩斯戰役的一部分。联邦军東北弗吉尼亞軍團在歐文·麥克道爾准將指揮下向南推進，目標是駐防在馬納薩斯重要鐵路樞紐附近、由P·G·T·博雷加德准將率領的波多馬克軍團。抵達弗吉尼亞州費爾法克斯後，麥克道爾派遣師長丹尼爾·泰勒准將尋找可供橫跨牛奔溪的淺灘。聯邦軍試圖在布力般淺灘過河，但在聯盟軍的猛烈攻擊下，泰勒只能下令撤退。
戰鬥以聯邦軍武裝偵察失敗告終，聯邦軍傷亡83人，聯盟軍則損失68人。因此，麥克道爾反對沿牛奔溪向敵軍發動正面攻擊，反而嘗試在聯盟軍左翼以外的地方過河，導致數天後發生第一次馬納沙斯之役。

## 背景
1861年7月16日，在歐文·麥克道爾准將的帶領下，联邦军東北弗吉尼亞軍團3.5萬名未經戰爭考驗的士兵從華盛頓哥倫比亞特區出發，目標是集中駐防在馬納薩斯重要鐵路樞紐附近的聯盟軍波多馬克軍團。聯邦軍前進緩慢，17日才抵達費爾法克斯。翌日，麥克道爾命令師長丹尼爾·泰勒准將尋找可供橫跨牛奔溪的淺灘，並「保持我們正前往馬納薩斯的形象」。
聯盟軍方面，P·G·T·博雷加德准將麾下約2.2萬名士兵集中在牛奔溪附近，數支小分隊遍佈溪流以北，以觀察聯邦軍隊。當麥克道爾從華盛頓出發時，聯盟軍的小分隊開始慢慢撤退並重新加入主力部隊。博雷加德預計將於18日或19日在米契爾淺灘附近遇襲。與此同時，他亦持續請求支援，特別希望駐紮在雪倫多亞河谷的约瑟夫·E·约翰斯顿部隊能夠前來。

## 戰鬥
7月18日，泰勒的部隊到達森特維爾，獲當地居民告知聯盟軍早已撤離，而米利奇·盧克·博納姆更是率領部下撤至布力般淺灘。隨後，泰勒命令軍隊往東南方前進至米契爾淺灘和布力般淺灘一帶，並於上午約11時到達。泰勒觀察牛奔溪南邊，斷定通往馬納薩斯交界處的道路基本暢通無阻，但全然不知聯盟軍詹姆斯·隆史崔特准將的旅躲在淺灘後面的樹林裡。接著，泰勒命令羅梅恩·B·艾爾斯上尉投入兩門榴彈炮，並轟炸視線內的亞歷山大炮兵連和華盛頓炮兵連，但成效甚微。結果，泰勒命令伊斯雷爾·B·理查德森上校帶領麾下部分士兵往前推進。
理查德森派出第1麻薩諸塞州步兵團部分士兵前往聯盟軍防線。第1麻薩諸塞州步兵團穿著灰色制服，而非聯邦軍標準的藍色。由於聯盟軍也是身穿灰色制服，因此在初期甚至引起混亂。第1麻薩諸塞州步兵團推進後，理查德森又部署了第1密歇根州步兵團、第2密歇根州步兵團、第3密歇根州步兵團、第12紐約州步兵團。聯邦軍推進時遇到隆史崔特旅第1弗吉尼亞州步兵團、第11弗吉尼亞州步兵團、第17弗吉尼亞州步兵團的初步抵抗。泰勒命令艾爾斯在騎兵的護送下把榴彈炮移近戰場，同時派遣餘下的理查德森旅士兵往淺灘。面對敵方的猛烈攻擊，第12紐約州步兵團開始後退，但此舉卻把其餘理查德森部隊暴露在敵方火力之下，尤其是第1麻薩諸塞州步兵團。兩門榴彈炮已經耗盡大部分彈藥，於是艾爾斯指示它們撤出戰場。交戰期間，聯邦軍大約發射了415發炮彈，聯盟軍則發射了約310發。此時，泰勒意識到聯盟軍在淺灘部署了強大部隊，故下令其餘步兵撤退。理查德森旅完成撤離後，由威廉·特库姆塞·舍曼指揮的另一支泰勒部隊抵達戰場，但他們所受炮擊輕微。
離開設於威爾默·麥連宅第的博雷加德指揮部後，具伯·爾利上校和其旅級部隊向北進軍3.2（2英里）後抵達淺灘。額外火力出現奠定了聯盟軍的勝利，得到增援的華盛頓炮兵連甚至在聯邦士兵撤退時多番發炮。第1弗吉尼亞州步兵團的帕特里克·西奧多·摩爾上校在小規模衝突中頭部嚴重受傷，無法繼續上陣殺敵。
戰鬥持續了幾個小時，泰勒的部隊傷亡83人，聯盟軍則損失68人。

## 後續
聯邦軍武裝偵察布力般淺灘失敗，導致麥克道爾反對沿牛奔溪向敵軍發動正面攻擊。他決定嘗試在聯盟軍左翼以外的地方過河，這也是他在7月21日第一次馬納沙斯之役採用的策略。由此產生的戰鬥以麥克道爾的聯邦軍落敗而告終，但聯盟軍隊過於混亂，無法組織強而有力的追擊。隆史崔特和爾利後來都聲稱，布力般淺灘之役「鼓舞了聯盟軍，對於21日的勝利起了很大作用」。兩名來自第12紐約州步兵團的聯邦士兵後來因此戰表現而獲授榮譽勳章。
1994年6月，史密森尼學會和弗吉尼亞州費爾法克斯縣的團隊於森特維爾南部展開考古發掘研究，發現第1麻薩諸塞州步兵團部分士兵的遺骸，最後送返家鄉重新安葬。
弗吉尼亞州非牟利組織內戰步道（Civil War Trails）於舊淺灘設有解說牌。

## 註解
1. ↑  此戰又稱布力般淺灘小衝突（英語：Skirmish at Blackburn's Ford）[2]。

## 延伸閱讀
- Kennedy, Frances H. (编).  2nd. Boston, MA: Houghton Mifflin Co. 1998. ISBN 0-395-74012-6 （英语）.
- Salmon, John S. . Mechanicsburg, PA: Stackpole Books. 2001. ISBN 0-8117-2868-4 （英语）.